# Јагне на ражен
„Јагне на ражен” (Јагње на ражњу) је југословенски и македонски ТВ филм из 1982. године. Режирао га је Славољуб Стефановић Раваси а сценарио је написао Богомил Ђузел.

## Улоге
| Глумац             | Улога     |
| ------------------ | --------- |
| Тодорка Кондова    | Лена      |
| Ацо Јовановски     | Војдан    |
| Јоана Поповска     | Милка     |
| Петре Арсовски     | Кузман    |
| Сабина Ајрула      | Софија    |
| Јорданчо Чевревски | Арсо      |
| Лилјана Велјанова  | Биљана    |
| Киро Ћортошев      | Стојан    |
| Лиле Георгиева     | Ангелина  |
| Видосава Грубач    | Стојаница |
| Душан Костовски    | Бојан     |
| Тодор Николовски   | Селанец   |

Остале улоге  ▼
| Глумац               | Улога                           |
| -------------------- | ------------------------------- |
| Спасе Нелов          | Претседател на селската задруга |
| Вера Вучкова         | Прва селанка                    |
| Добрила Пучкова      | Втора селанка                   |
| Предраг Дишљенковић  | Покојникот                      |
| Борис Ангеловски     | Попот                           |
| Андријана Трајковска | Кристина                        |
| Виктор Дојциновски   | Игор                            |
| Зоран Никодиновски   | Зоран                           |
| Сасо Србиновски      | Диме                            |